# Nyílméregbéka-félék

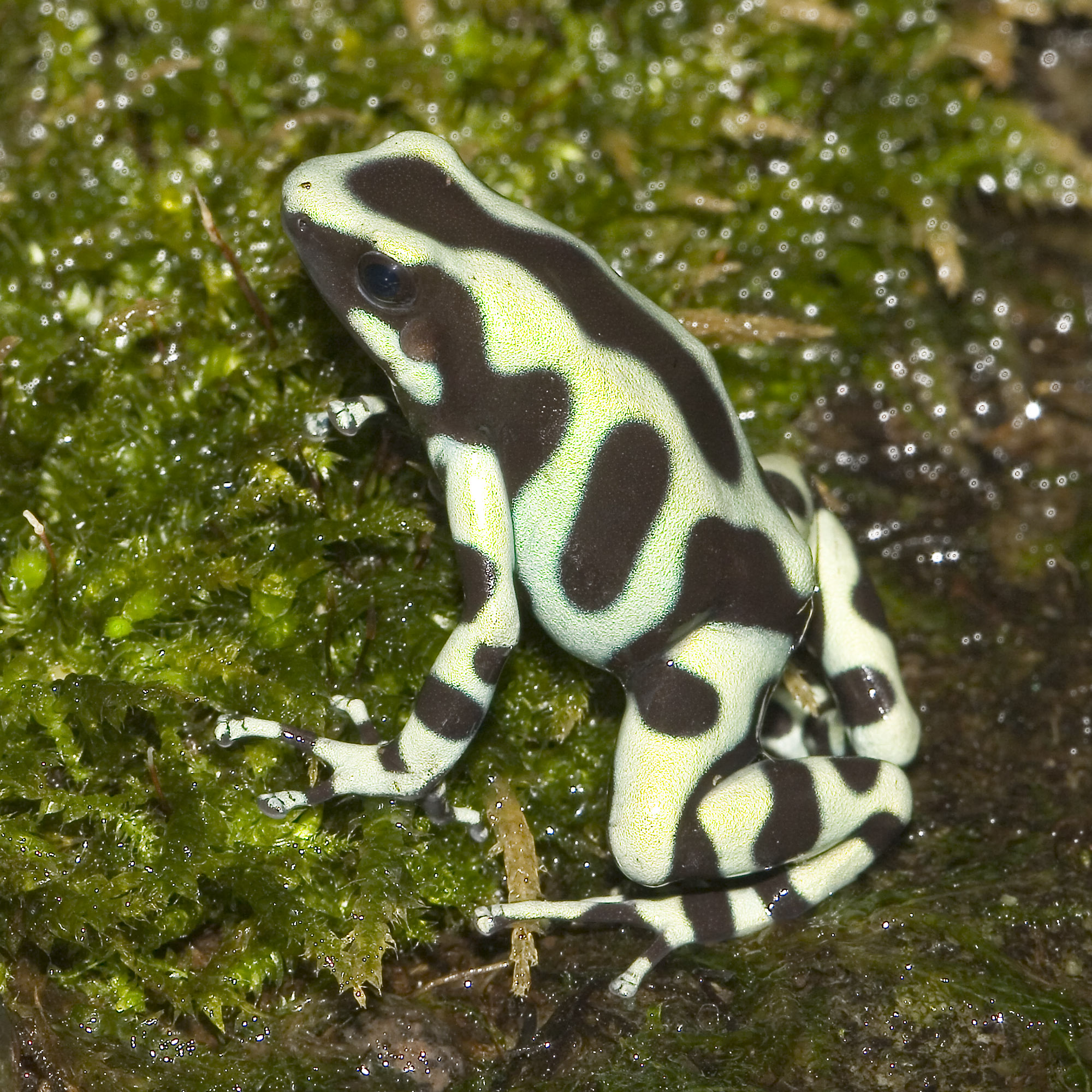
Arany fakúszóbéka (Dendrobates auratus)

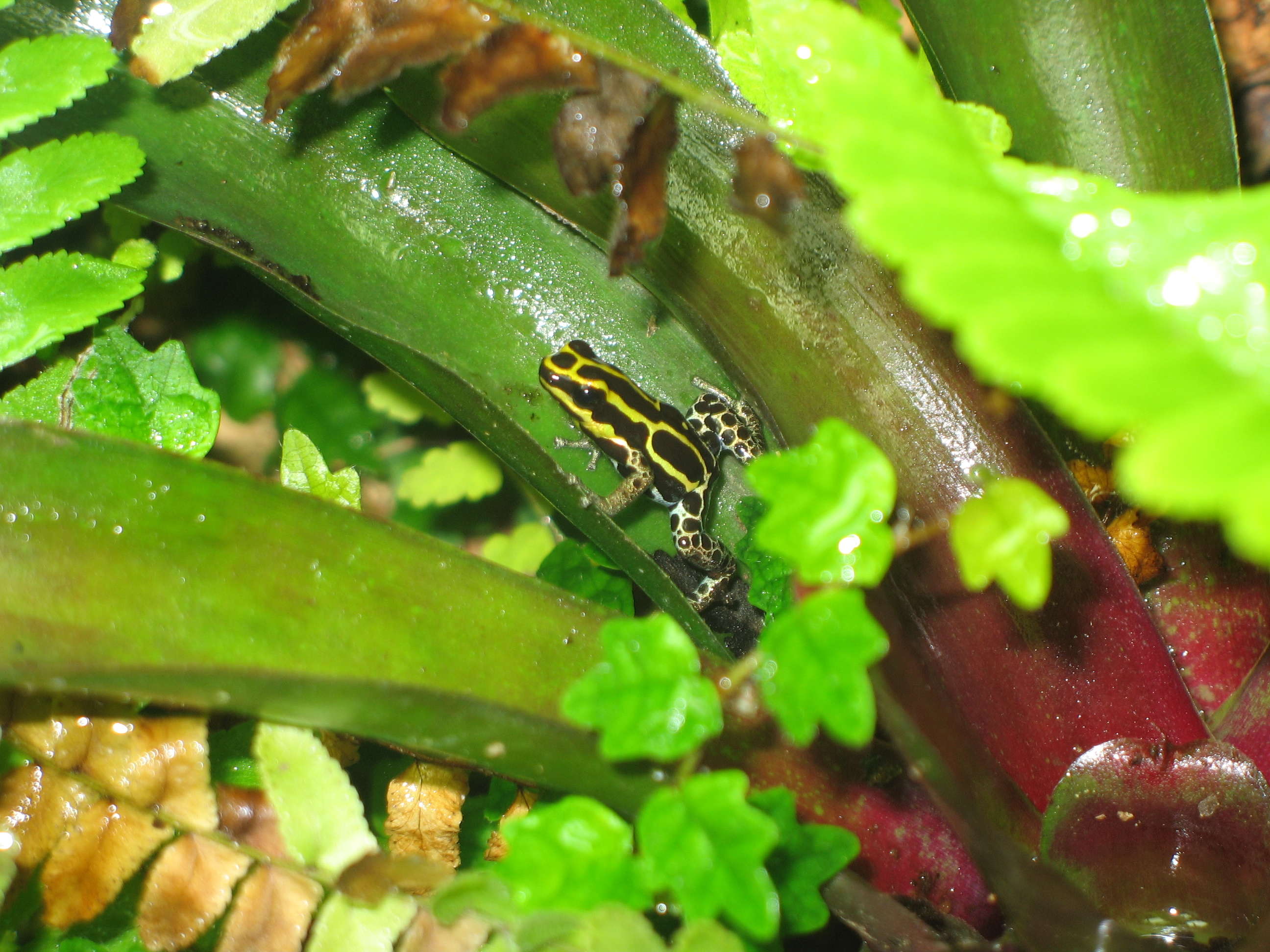
Háromcsíkú nyílméregbéka (Dendrobates ventrimaculatus)

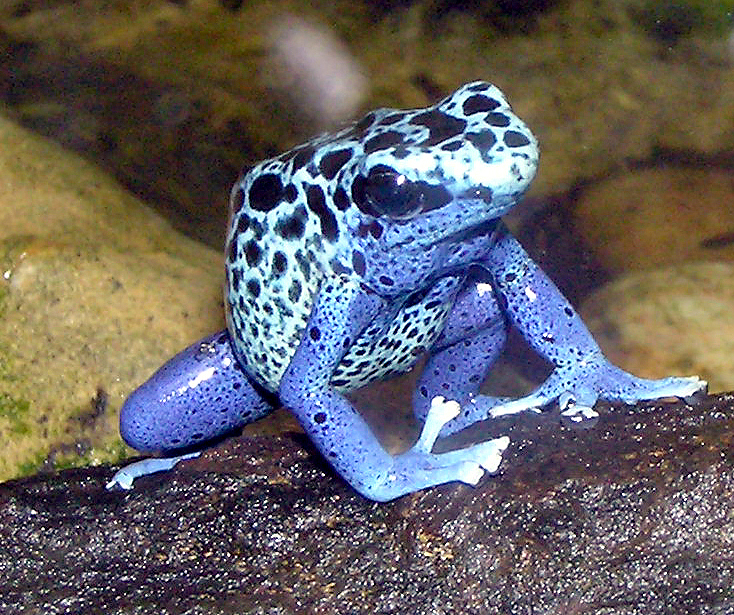
Kék nyílméregbéka (Dendrobates azureus

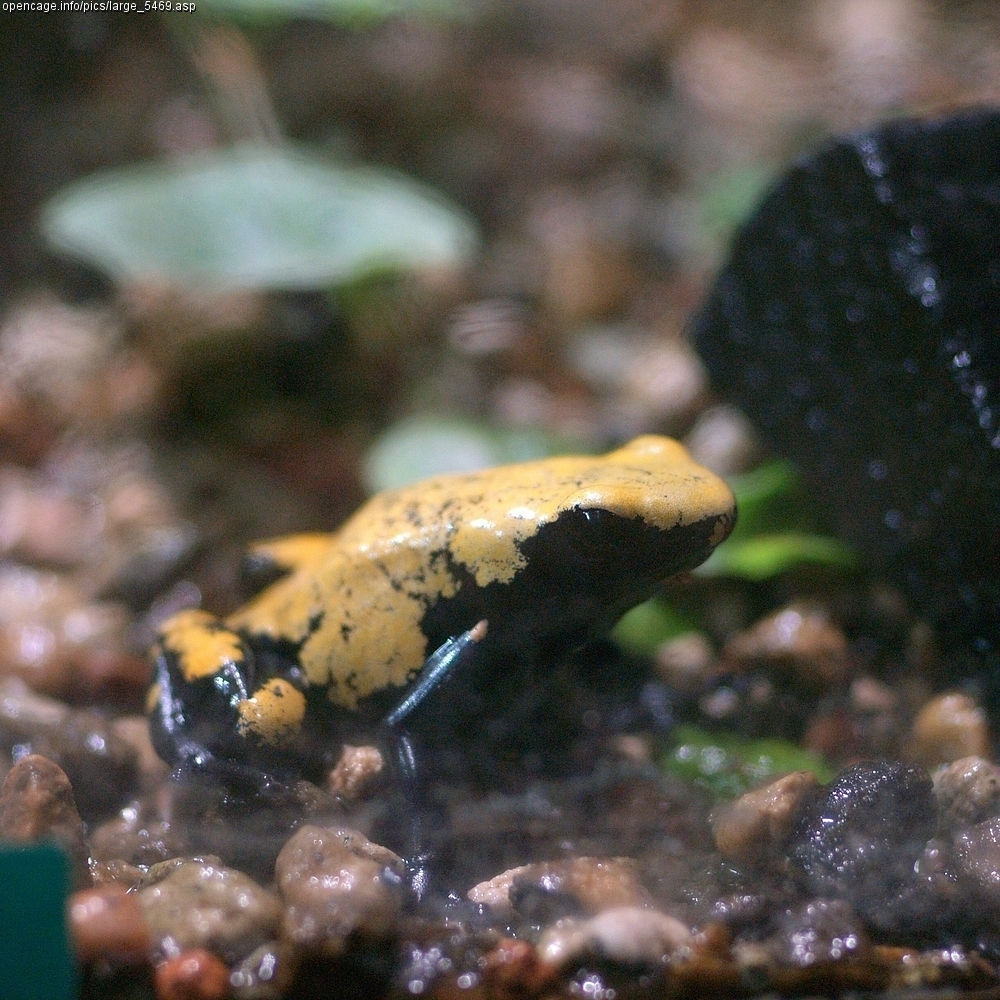
Festetthátú nyílméregbéka (Dendrobates galactonotus

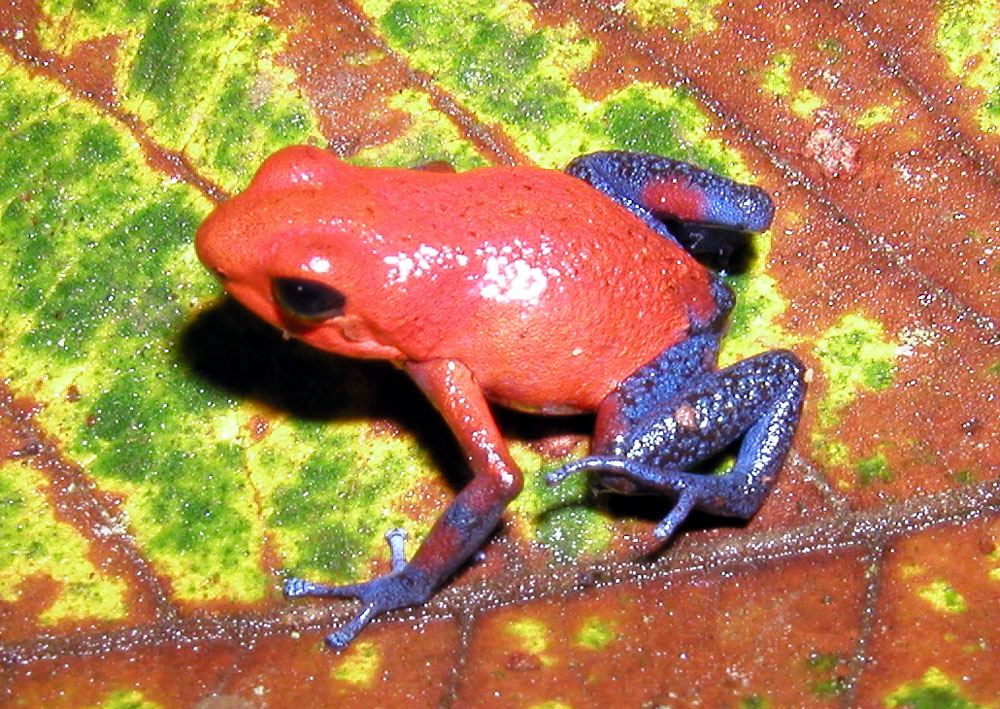
Eperbéka (Dendrobates pumilio)

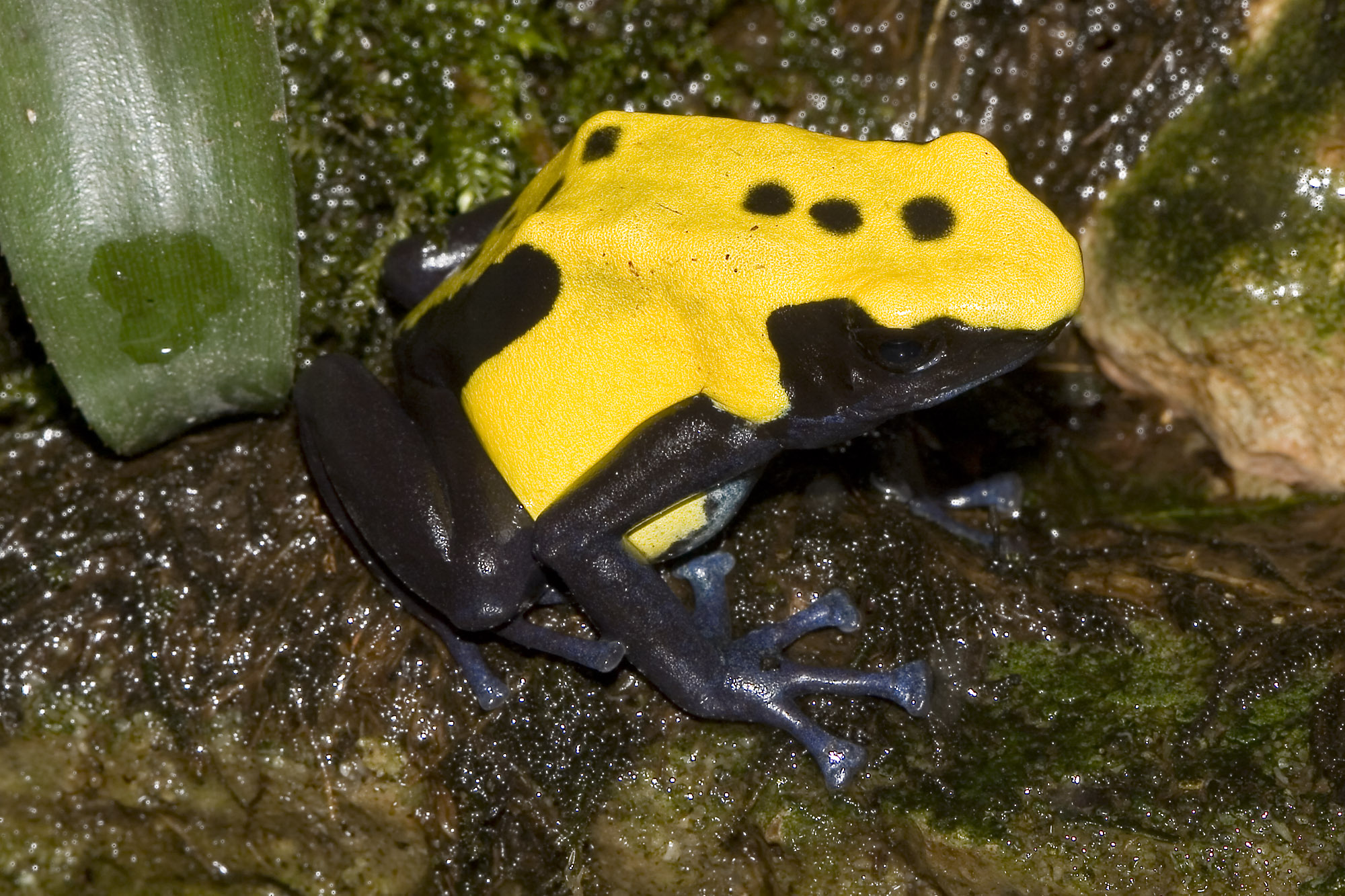
Festőbéka (Dendrobates tinctorius)

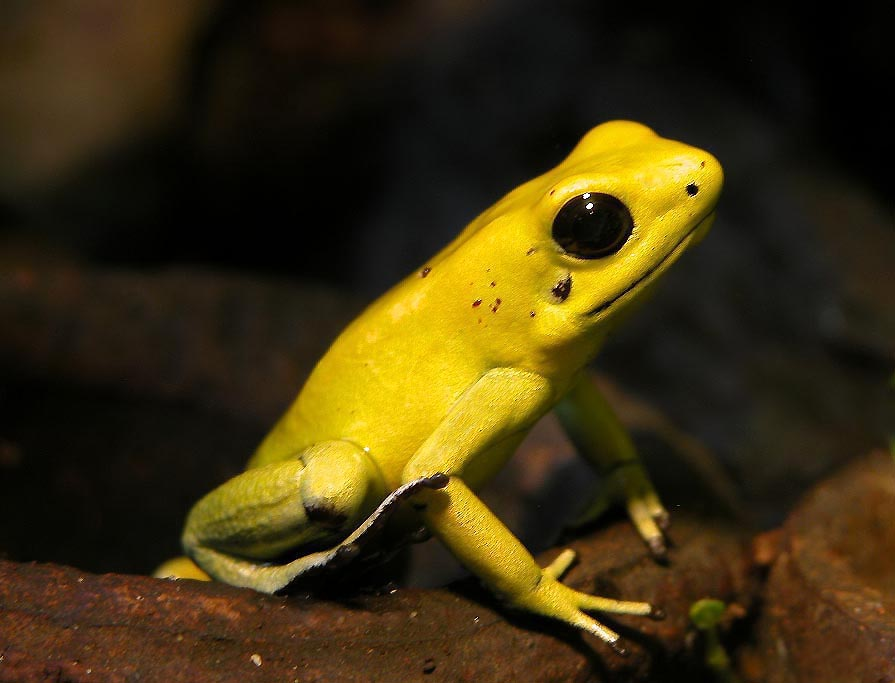
Rettenetes nyílméregbéka (Phyllobates terribilis)

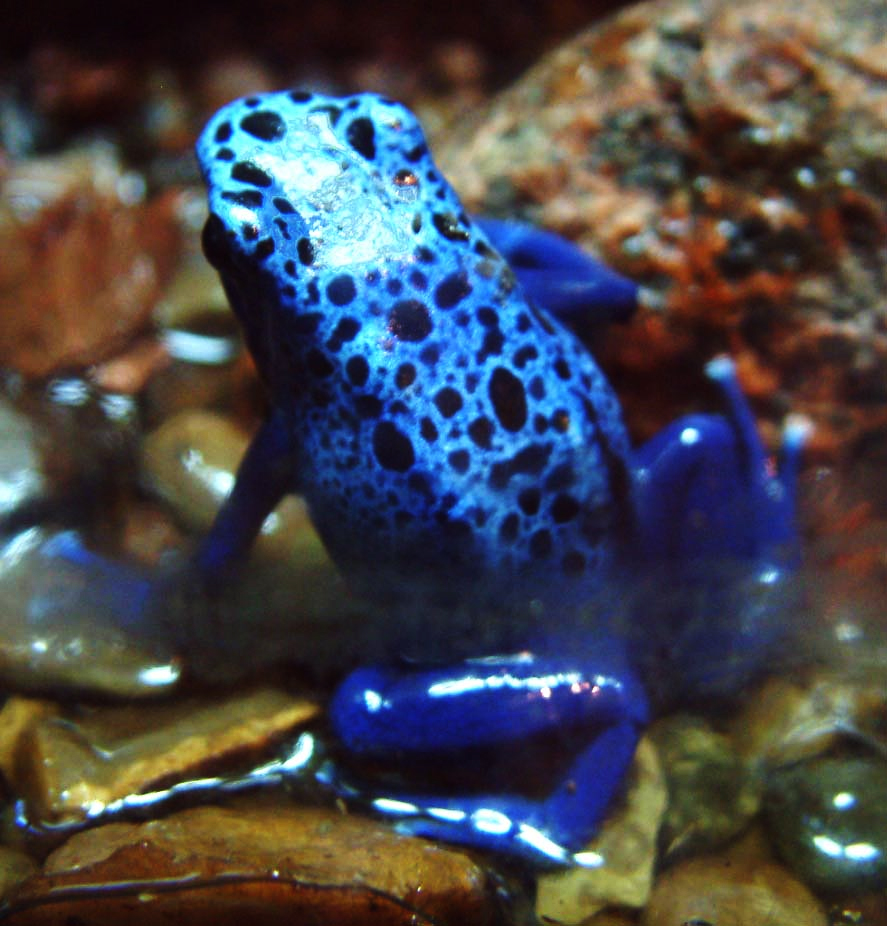
Kék nyílméregbéka (Dendrobates azureus)

A nyílméregbéka-félék (Dendrobatidae) a kétéltűek (Amphibia) osztályába és a békák (Anura) rendjébe tartozó család.
A nevük onnan ered, hogy a dél-amerikai törzsek indiánjai az állatok bőréből kiválasztódó mérget nyilaik végére kenik, és azzal vadásznak.

## Előfordulásuk
A nyílméregbéka-félék Közép- és Dél-Amerika trópusi területein honosak. Megtalálhatók Bolívia, Costa Rica, Brazília, Kolumbia, Ecuador, Venezuela, Suriname, Francia Guyana, Peru, Panama, Guyana, Nicaragua trópusi esőerdeiben. Az arany fakúszóbékát (Dendrobates auratus) behurcolták a Hawaii-szigetekre is.
Természetes élőhelyük a szubtrópusi és trópusi, párás síkvidéki erdők, magashegyi bozótosok, folyók, édesvizű mocsarak, időszakos mocsarak, tavak és lápok. Egyes fajok előfordulnak időszakosan elárasztott síkvidéki réteken, mezőgazdaságilag megművelt területeken, legelőkön, kertekben, ültetvényekben, párás szavannákon és lepusztult erdőkben. A nembe tartozó fajok főként a talaj közelében élnek, de időnként magas fákon is megtalálhatók.

## Megjelenésük
A Közép-Amerikában és Dél-Amerikában őshonos apró, színes nyílméregbékákban eddig több alkaloidát is azonosítottak. A legmérgezőbbnek a rettenetes nyílméregbéka (Phyllobates terribilis) mérge bizonyult. Az állatok színe és mintázata változatos, de a legtöbb esetben megtalálható benne a fekete, narancs, kék, és sárga szín. A rakétabékák (Colostethus nem) fajai barna színűek. Méretük 1 cm és 6 cm között változik, ami függ a béka fajától és életkorától.
Többféle színpárosításban is előfordulnak: türkiz-zöldes, piros-feketés, kék-feketés, narancs-fehéres, citrom-feketés, rózsaszín-fehéres.
A nyílméregbéka-félék többsége kis méretű, kifejlett állapotban gyakran nem érik el az 1,5 cm-t, bár egyes fajok akár 6 cm-esre is megnőhetnek. Legtöbbjük élénk színű, ez az aposzematizmusnak nevezett tulajdonság a lehetséges ragadozókat elriasztására szolgál. Élénk színük a mérgezőképességükkel és az alkaloidok mennyiségével van összefüggésben. Így például a  Dendrobates nembe tartozó békák magas alkaloidtartalmúak, míg a Colostethus nembe tartozóknak nincs mérgező hatása.
A nyílméregbéka-félék jó például szolgálnak az aposzematizmusra. Élénk színük azt hirdeti a potenciális ragadozók számára, hogy nem ehetőek. A filogenetikus családfa kutatása alapján arra a következtetésre jutottak, hogy az aposzematizmus legalább négy alkalommal alakult ki a családban, azóta a nyílméregbéka-félék családjának aposzematikus színezete, mind fajon belül, mind azon kívül drámai eltéréseket mutat.
Mérgező képességüket a különleges diétájuknak köszönhetik, tehát ha nem jutnak hozzá ahhoz a bizonyos táplálékhoz, akkor nem mérgezőek.[vitatott]

## Szaporodásuk
A családba tartozó békák szokatlan szaporodási és utódgondozási módjukról ismertek. A Colostethus nem nőstényei nedves helyekre, levelekre, gyökerekre, helyezik petéiket, és az egyik szülő (az esetek többségében a hím) az ebihalak kikeléséig őrzi azokat. A frissen kikelt újszülöttek a hím vagy a nőstény hátára másznak, akik aztán víz közelébe, pocsolyákba, vagy broméliák illetve egyéb növények levelei között összegyűlt vízbe szállítják őket. A Dendrobates nem ebihalai növények termésében vagy levelei között összegyűlt vízbe kerülnek. Néhány faj esetében a nőstények gyakran visszatérnek ehhez a „bölcsődéhez”, hogy megtermékenyítetlen petékkel megetessék az ebihalakat.

## Nyílméregbékák fogságban
Fogságban a békák 5 és 12 év hosszan élnek, de a természetben szokásos élethosszukról kevés adat van. A legtöbbjük valószínűleg csak az 1-5 éves kort éli meg. Fogságban nem termelnek mérget, mert nem mérgező rovarral táplálkoznak, így nincs, amiből mérget tudnának maguknak előállítani. A 80-100%-os páratartalmat és a 24-27 °C-os nappali, továbbá a 16-18 °C-os éjszakai hőmérsékletet igénylik.
A fogságban tartott nyílméregbékákat gyakran összekeverik az aranybékafélék (Mantellidae) Madagaszkáron őshonos, színes fajaival. A két békacsalád nem áll közeli rokonságban, ráadásul az aranybékafélék a hidegebb éghajlatot kedvelik és kisebb méretűek. Ennek ellenére szintén mérgezőek.

## Rendszerezésük
A családba az alábbi alcsaládok, nemek és fajok tartoznak

### Colostethinae
A Colostethinae alcsaládba tartozó nemek:
- Ameerega Bauer, 1986
- Colostethus (Cope, 1866)
- Epipedobates Myers, 1987
- Leucostethus (La Marca, 1994)
- Silverstoneia (Grant, 2006)

### Dendrobatinae
A Dendrobatinae alcsaládba tartozó nemek
- Adelphobates (Grant & al., 2006)
- Dendrobates Wagler, 1830
- Excidobates Twomey and Brown, 2008
- Minyobates Myers, 1987
- Oophaga Bauer, 1994
- Phyllobates (Duméril & Bibron, 1841)
- Ranitomeya Bauer, 1986

### Hyloxalinae
A Hyloxalinae alcsaládba tartozó nemek
- Ectopoglossus Grant, Rada, Anganoy-Criollo, Batista, Dias, Jeckel, Machado, and Rueda-Almonacid, 2017
- Hyloxalus Jiménez de la Espada, 1871
- Paruwrobates Bauer, 1994

A fentieken kívül korábban egyes rendszerek ide sorolták az Allobates, Anomaloglossus, Aromobates, Mannophryne és Rheobates nemeket is, amelyeket azonban a legújabb filogenetikus osztályozások már a békák rendjén belül az Aromobatidae nevű önálló családba tesznek. Egyes rendszerezők a Cryptophyllobates nem egyetlen képviselőjét, a Cryptophyllobates azureiventris-t a Hyloxalus nembe helyezik, Hyloxalus azureiventris néven.

## Természetvédelmi helyzetük
A nyílméregbéka-félék számos faját fenyegeti élőhelyének elvesztése, a chytridiomycosis nevű gombás betegség, valamint a kisállat-kereskedelem. A vörös lista közülük többet a veszélyeztetett vagy a fenyegetett kategóriába sorol. A gombabetegség ellen több állatkert próbálkozik a humán medicinában is használt gombásodás elleni szerek alkalmazásával.